# Мелеховое
Мелеховое — деревня Чаплыгинского района Липецкой области, входит в состав Колыбельского сельсовета.

## География
Деревня расположено на берегу реки Становая Ряса при впадении в неё реки Раковая Ряса в 4 км на север от центра сельсовета села Колыбельское и в 14 км на юг от райцентра города Чаплыгин, близ села проходит Чаплыгинское шоссе.

## История
Мелехово, Бутырки тож, под именем Мелеховой Поля́ны упоминается в 1648 году. В окладных книгах 1676 года оно упоминается уже в качестве села с церковью Успения Пресвятой Богородицы. Вместо упоминаемой в окладных книгах Успенской церкви, построена была новая церковь в честь Покрова Богородицы, об освящении которой просили в 1777 г. иер. Симеон Тихонов и прихожане. Эта церковь за ветхостью была разобрана, а вместо неё, по храмозданной грамоте, данной 9 мая 1854 г., начато строительство однопрестольной деревянной Покровской церкви, которая была освящена в 1856 г. Каменная ограда вокруг церкви с каменным же домом, в котором помещалась сельская школа и комната для церковного сторожа, построена в 1878 году. 
В XIX — начале XX века село входило в состав Колыбельской волости Раненбургского уезда Рязанской губернии. В 1906 году в селе было 587 дворов.
С 1928 года село являлось центром Мелеховского сельсовета Раненбургского района Козловского округа Центрально-Чернозёмной области, с 1944 года — в составе Колыбельского района, с 1954 года — в составе Липецкой области, с 1956 года — в составе Колыбельского сельсовета Чаплыгинского района.

## Население
| 1859 | 1897 | 1906 | 2010 |
| ---- | ---- | ---- | ---- |
| 460  | ↗653 | ↘631 | ↘34  |